# Strojni vid
Strojni vid je proces uporabe različnih tehnologij in metod za nadzor nad procesi ter zagotavljanje avtomatskih pregledov, ki temeljijo na principu zajemanja slike. Splošno sprejeta definicija strojnega vida je analiza slike do izpisa podatkov za nadzorovanje procesa ali dejavnosti.

## Uporaba
Strojni vid se primarno uporablja za avtomatski nadzor in usmerjanje robotov v industriji, se pa aplikacije s strojnim vidom uporabljajo še za kontrolo izdelkov, sortiranje izdelkov, ravnanje z materialom, optično merjenje ipd. Dodatne aplikacije se lahko uporabljajo tudi v prometu – od enostavnih merilnikov hitrosti in prepoznavanja vozil do prepoznavanja nevarnih situacij v samih vozilih.
Le sorazmerno majhen del sedanjih projektov se ukvarja z dejanskim razumevanjem slik ali njihove vsebine. Običajno gre le za odkrivanje predmetov na sliki, njihovo opisovanje in meritve, na podlagi česar se sprejemajo odločitve o nadaljnjem procesu. Ker gre pri razumevanju slike navadno za uporabo računalniških metod, močno povezanih s fotogrametrijo in obdelavo signalov, lahko govorimo tudi o umetni inteligenci. Orodja za obdelavo slik navadno izhajajo iz matematike, še posebej iz geometrije, linearne algebre, statistike, operacijskih raziskav in funkcionalne analize. V bolj zapletenih nalogah prepoznavanja objektov se običajno uporabljajo modeli. Ti vsebujejo znanja, ki se lahko uporabijo za identifikacijo predmeta. Primer takšnega modela je prepoznavanje obraza, model ima sprogramirano, da se nos vedno nahaja med očmi in usti. Tako iskalni algoritem vedno ve, kje iskati usta, kadar najde oči in nos. V industrijskem okolju se tehnike razumevanja slik in prepoznavanja objektov uspešno uporabljajo. Programer v veliki meri določa okoljske razmere, ki so pomembne za brezhibno delovanje njegovih algoritmov (položaj kamere, osvetlitev, hitrost traku, položaj objektov itd.).
V naravnih okoljih je zadeva malo bolj zapletena, saj programer na okolje nima takšnega vpliva. Primer v naravnem okolju je prepoznavanje vozil. Črn avtomobil na belem ozadju ni težko prepoznati, saj je kontrastno razmerje veliko, medtem ko zelen avtomobil na zelenici že predstavlja težavo.
Najpogostejši izhodni signali sistemov strojnega vida so poročila o ujemanju predmetov s predhodno programiranimi pogoji. Če predmeti ne ustrezajo, se lahko sprožijo mehanizmi, ki jih zavrnejo, ločijo, štejejo ali signalizirajo uporabniku o ustreznosti kontroliranega objekta. Ostali izhodni signali lahko vsebujejo podatke o položaju in orientaciji objekta za sisteme vodenja robotov. Prav tako lahko vsebujejo številčne podatke meritev, podatke prebranih kod, znakov itd..